# Solinger Dünnschliff
Der Solinger Dünnschliff ist ein Prinzip, nach dem Messer gefertigt werden. Dabei wird der Schliffwinkel weiter oben als bei herkömmlichen  Messern angesetzt. Die Klinge wird dadurch sehr dünn geschliffen und läuft sehr spitz auf die Schneide des Messers zu. Ein bekanntes Beispiel des Solinger Dünnschliffes ist das „Windmühlenmesser“.